# ضريبة الاستهلاك في إسبانيا
ضريبة الاستهلاك هي فرض ضريبة غير مباشرة، والمقصود بغير مباشرة هي تلك التي تفرض على البضائع والخدمات ويدفعها المستهلك كلما قام باشتراء سلعة أو خدمة معينة حيث لا يعتبر عميل مباشر للشركة مثلا. أُنشئت في القرن التاسع عشر وبدايات القرن العشرين في إسبانيا خلال عام 1845 (الاصلاح الضريبي للسياسي والجندي العسكري رامون سانتيان وهو إصلاح ضريبي أسس في إسبانيا وتم تطبيقه عام 1844 حيث يُعتبر قاعدة تأسيسية للنظام الضريبي الحالي في إسبانيا) كما انه أدى إلى تأسيس فترة انتقالية حتى عام 1920 مع فترة من التعليق خلال الثورة المجيدة 1868 «بالإسبانية: La Gloriosa» التي انهت حكم الملكة ايزابيل الثانية وبدأ حينها الحكم الديموقراطي. لقد كانت ضريبة الاستهلاك موضوعا للحديث المحلي في ذلك الوقت، وكان لها أشكال وطبيعة مختلفة في الإدارة حيث تسببت في عدم التناسق والكفاءة.
كانت الضريبة تمثل 12% من الدخل عام 1874، وواجهت انتقادات على نطاق واسع وذلك بسبب فرض الضرائب على أولويات الحياة مثل الأكل والشرب والمحروقات وأيضا على الطعام والمشروبات الكحولية والوقود والملح، وكانت محط نقاش وجدال كبير في السياسة والاقتصاد والحياة الاجتماعية بين مختلف فروع الليبرالية الإسبانية. من جهة أخرى تظاهر مجموعة من الناس الذين كانوا يقومون بأعمال شغب واحتجاجات لصالح المستهلك. حيث كانت هذه الاحتجاجات جزءاً أساسياً في إسبانيا في النصف الثاني من القرن التاسع عشر، والتي تمثلت بمقاومة هؤلاء المحتجين ورفضهم لفكرة جمع الضرائب غير المباشر في السوق، وكانت أشكال الاحتجاجات الشعبية كثيرة وشائعه جدا خلال نظام الحكم القديم في القرن التاسع عشر بالإضافة إلى الثورات البرجوازية. كانت هذه الاحتجاجات تتم عن طريق العمل الجماعي المباشر وذلك لتفادي تحصيل الضرائب. هؤلاء الأشخاص تم منعهم من قبل حكومة خوسيه كاناليخاس المحامي والسياسي الليبرالي «بالإسبانية: El Gobierno de José Canalejas»، حيث كانت إحدى مطالب الطبقة العامة ولكن كاناليخاس نفسه كان يعتبره سلب واستغلال للبروليتاريا أي الطبق العاملة. وقد وافق على المشروع لتعزيز الحياه العامة بالإصلاحات والقضاء على الفساد والاستبداد من خلال فرض ضرائب على: عربات الأثرياء، الجنازات، تذاكر العروض، الألعاب الترفيهية، واستهلاك الغاز والكهرباء. كان هذا المشروع متقدما بالنسبة للفترة التي ظهر فيها؛ فهو ليس مشروعاً خلال فترة كاناليخاس فحسب بل شيئا فشيئا تم إدخاله إلى الاقتصاد الإسباني. وللحصول على موافقه القانون تم استبدال هذه الضريبة وفرض ضريبة أخرى على المناطق الحضرية والتي يجب على الطبقة الثرية دفعها والالتزام بها. وقد عمل كاناليخاس جاهدا وبشكل خاص مع نواب حزبه الذين عارضوا المشروع ولم يوافقوا عليه وليقنعهم بالموافقة على مشروعه قام بتهديدهم حيث قال لهم: «من لا يصوت على هذا القانون فهو ضدي وسيكون خارج الحزب الليبرالي تحت سلطتي وذلك بإرادته»
وعلى الرغم من ذلك صوت ثلاثين نائب ضده.
وكان الكثير من الاسبان لا يعرفون من هو. وكان من أهم مصلحي القوانين الاجتماعية والوظيفية والنيابية.